# Mamaku
As cordilheiras Mamaku são uma série de colinas escarpadas na Ilha Norte da Nova Zelândia. Localizados a oeste do Lago Rotorua e ao norte do Lago Taupo, eles estão imediatamente ao sul da cordilheira Kaimai e podem ser considerados uma extensão dela, da mesma forma que a cordilheira Kaimai pode ser considerada uma extensão da cordilheira Coromandel. As colinas terminam no sul com o vale do rio Waikato. Houve ao mesmo tempo numerosas ferrovias do mato que percorriam as cordilheiras.